# شهر دختران (فیلم ۱۹۹۶)
شهر دختران (به انگلیسی: Girls Town) فیلمی محصول سال ۱۹۹۶ و به کارگردانی جیم مک‌کی است. در این فیلم بازیگرانی همچون لیلی تیلور، بروکلین هریس، آنجانو الیس، مایکل امپریولی، جان وینتیمیلیا و گیرمو دیاز ایفای نقش کرده‌اند.